# Jessie J
Jessica Ellen Cornish (Londres, Inglaterra; 27 de marzo de 1988) conocida como Jessie J, es una cantante y compositora británica. Firmó un contrato discográfico con Island Records y comenzó a grabar su álbum de debut, Who You Are. En febrero de 2011 ganó el premio elección de los críticos en los Brit Awards. Ha sido aclamada por el cantante Justin Timberlake como «la mejor cantante del mundo del momento».
Su álbum debut, Who You Are, fue lanzado al mercado el 25 de febrero de 2011 y logró un buen recibimiento comercial. Entró en el repertorio de los más vendidos en la mayoría de los países alrededor del mundo, entre los que se encuentran Australia, Canadá, Irlanda y Nueva Zelanda. Del álbum se lanzaron dos sencillos, titulados «Do It Like a Dude» y «Price Tag», que obtuvieron una buena recepción comercial. El primero de ellos llegó al número dos de la lista UK Singles Chart, además recibió un disco de oro por parte de la BPI, mientras que el segundo se convirtió en un éxito número uno en países como Francia, Irlanda y Nueva Zelanda, además de ser certificado en ocasiones con discos de platino en dichos países.
También fueron lanzados otros tres sencillos del disco: «Nobody's Perfect», lanzado el 27 de mayo de 2011 en iTunes, «Who's Laughing Now», el cual logró colocarse en los números dieciséis de la lista UK Singles Chart, y «Who You Are». En medio de la promoción del álbum, la cantante lanzó otro sencillo perteneciente a su edición de lujo, llamado «Domino», que obtuvo buena recepción en Australia, Nueva Zelanda y los Estados Unidos, en este último se convirtió en el primer top 10 de la cantante, mientras que en el Reino Unido se convirtió en su segundo número uno, detrás de «Price Tag». El último sencillo del disco, «LaserLight», alcanzó la quinta posición de la lista UK Singles Chart, lo que convirtió a Jessie en la primera y hasta ahora única cantante británica en tener seis sencillos top 10 de un mismo álbum en dicha lista

## Biografía y carrera musical

### 1988-2009: primeros años e inicios musicales
Jessie J nació el 27 de marzo de 1988 en Redbridge, Londres, Reino Unido, bajo el nombre de Jessica Ellen Cornish. Comenzó su carrera en el mundo del espectáculo a la edad de 11 años actuando en el musical Whistle Down the Wind, basado en la película de 1961 Cuando el viento silba. A diferencia de sus hermanas, Jessica «nunca fue realmente buena en algo». En una entrevista con el diario británico The Independent, ella afirmó: «En la escuela, todos pensaban “oh, eres una Cornish”, y creían que yo era como mis hermanas». Jessica también afirmó que nunca atribuía su inteligencia a los resultados de sus exámenes.
Aún con 11 años, los médicos le diagnosticaron un ritmo anormal en los latidos del corazón, y, a los 18, no supieron cómo remediarlo, y esta fue la causa de que sufriera un pequeño derrame cerebral. Tras el susto, Cornish prometió cuidar su cuerpo, por lo que no fuma, no suele beber, ni consume drogas. A la edad de 16 años, comenzó a estudiar en la BRIT School, escuela en la que han estudiado artistas reconocidos como Adele, Amy Winehouse, Katie Melua y Leona Lewis.
Jessie firmó un contrato con Gut Records para comenzar a grabar su primer disco. Sin embargo, este nunca salió a la luz, ya que la compañía quebró antes de su lanzamiento. Tras esto, comenzó a componer canciones para Justin Timberlake, Chris Brown —con quien viajó por Europa—, Alicia Keys, Miley Cyrus y Christina Aguilera. Tras su éxito como compositora, firmó un contrato con la compañía Sony/ATV para la grabación de su primer álbum de estudio.

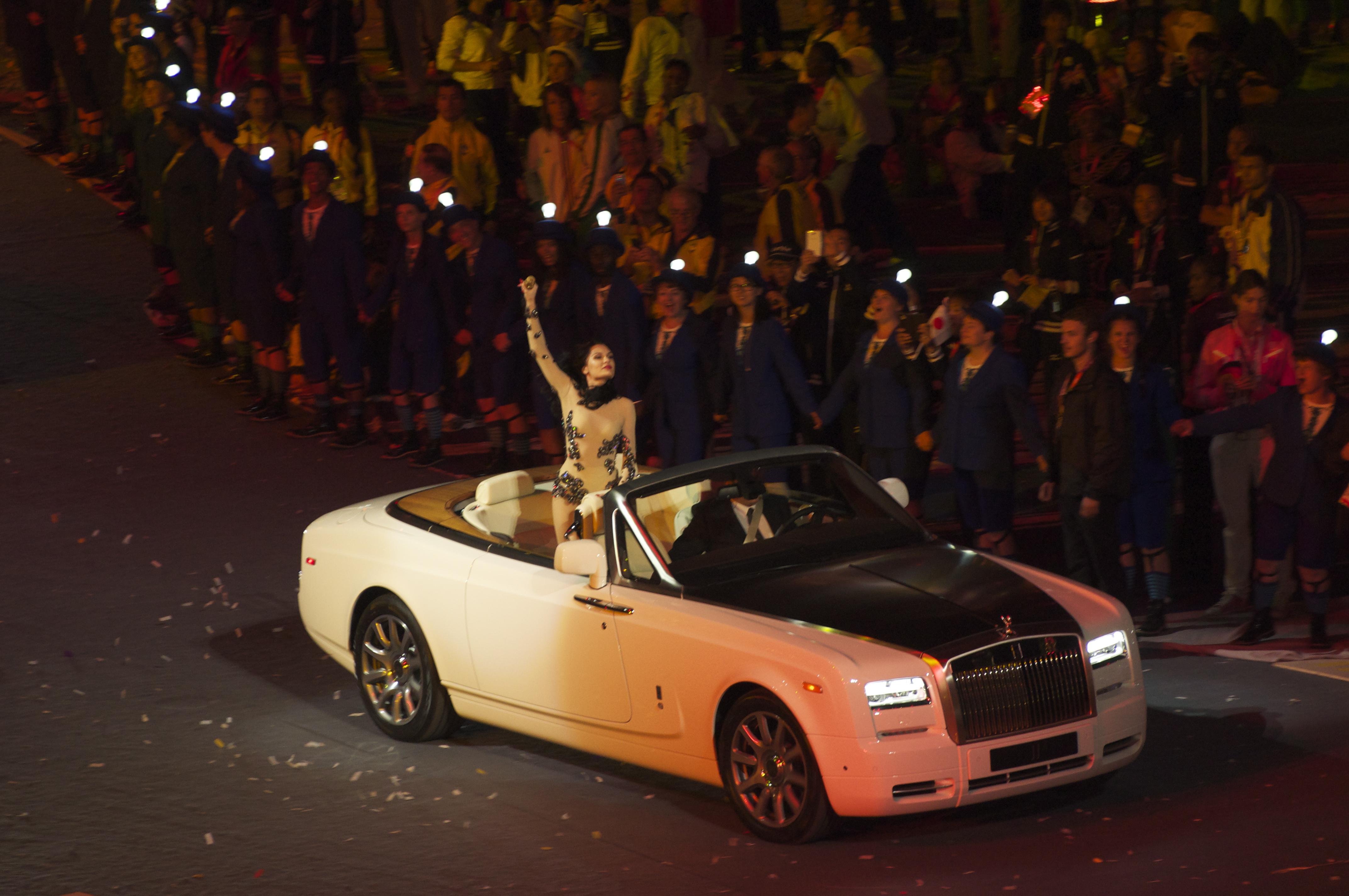
Jessie J interpretando «Price Tag» en el cierre de los Juegos Olímpicos de Londres 2012.

### 2010-2012:Who You Arey reconocimiento mundial
El 18 de noviembre de 2010, se lanzó su sencillo de debut «Do It Like a Dude» en el Reino Unido. El sencillo entró directamente en el número veinticinco de la lista UK Singles Chart. Poco después, empezó a cantar un tema titulado «Price Tag», con el que obtuvo promoción en el programa de televisión «Later Live with Jools Holland» el 19 de noviembre de 2011. Tras esto, el tema fue programado para ser lanzado como el segundo sencillo de Jessie el 28 de enero en los Estados Unidos, y dos días después en el Reino Unido. El 15 de febrero, Jessie recibió el premio Critic's Choice en los Brit Awards. Luego, el 25 de febrero, se lanzó al mercado su primer álbum de estudio, Who You Are. El 15 de abril, en una entrevista con la revista Digital Spy, la intérprete reveló que «Nobody's Perfect» sería el tercer sencillo de Who You Are. Cinco días después, fue lanzado como tal en las radios del Reino Unido.
El 6 de noviembre de 2011, actuó en los MTV Europe Music Awards, que se emitieron desde Belfast, Irlanda, interpretando los temas «Price Tag» y «Without You» de David Guetta. A partir del 7 de noviembre, el día siguiente a los MTV Europe Music Awards, empezó a plantear su Heartbeat Tour, que abarcará las principales ciudades del Reino Unido, Estados Unidos, Australia, España y otros países europeos. El 14 de noviembre, salieron a la venta la edición platino y la edición de lujo de Who You Are, que cuentan con tres nuevos temas, remezclas, fotografías, videoclips y una entrevista exclusiva. Se distribuyó por todo el mundo durante el mes de noviembre y en España llegó a tiendas físicas como Fnac o El Corte Inglés, además de estar disponible en descargas digitales desde Amazon.es, la tienda online de Apple iTunes y Spotify. El 9 de diciembre de 2011, actuó en Madrid, España, en la gala de los Premios 40 Principales, cantando «Price Tag» y «Domino». Jessie J confirmó vía Twitter el comienzo de la grabación de su próximo álbum, con posibles dúos con artistas como Adele y Tinie Tempah.
En marzo de 2012, entró como entrenadora y jueza del programa The Voice UK. Al mes siguiente, «LaserLight», el último sencillo de Who You Are, alcanzó el puesto número seis en el Reino Unido, lo que convirtió a Jessie en la primera cantante británica en tener seis sencillos top diez de un mismo álbum. El 12 de agosto participó en la ceremonia de clausura de los Juegos Olímpicos de Londres.

### 2013:Alive
Durante los primeros meses del 2013, Jessie solo se concentró en trabajar en lo que sería su segundo álbum de estudio. Luego, anunció que volvería a aparecer en The Voice UK. No fue hasta mayo que reveló detalles de su próximo disco. Anunció que su siguiente sencillo sería «Wild» y que se lanzaría próximamente. El 25 de mayo, anunció oficialmente que el nuevo tema estaría disponible a la media noche de ese día en el Reino Unido, y en el resto del mundo el lunes 27. El sencillo no tuvo la recepción esperada, pues solo llegó al número cinco del UK Singles Chart. Por el contrario, «It's My Party», el segundo sencillo del álbum, alcanzó el número tres.
El 17 de agosto de 2013, Jessie reveló que su segundo disco se llamaría Alive y sería lanzado oficialmente el 23 de septiembre.

### 2014-2016:Sweet Talker
En enero de 2014 Jessie J canceló su gira británica con Robin Thicke para poder terminar y lanzar lo que sería su tercer álbum. Así mismo, confirmó que estuvo trabajando durante una semana con Pharrell Williams en canciones exclusivas para la edición norteamericana. y la cantante comenzó a añadir la etiqueta #jessiejalbum3 en sus publicaciones de Instagram y Twitter para mayo de 2014. Tras debutar canciones de su tercer disco durante un recital en Madrid, España, y en el Rock in Rio Lisboa VI a principios de junio, Jessie lanzó «Bang Bang» —que cuenta con la participación de Ariana Grande y Nicki Minaj— como primer sencillo del álbum Sweet Talker el 29 de julio.

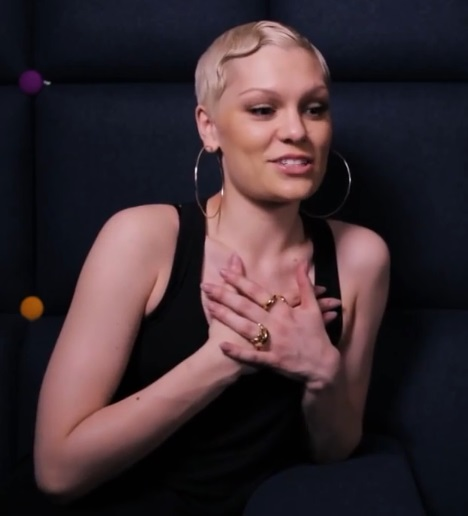
Jessie J en 2013 en el The O2 Arena

El 23 de septiembre de 2014, lanzó el segundo sencillo "Burnin' Up" y a este le siguió "Masterpiece", publicado el 10 de diciembre de 2014. Por otro lado, la cantante ha reversionado algunos temas de su álbum, tales como: "Ain't Been Done", "Sweet Talker" y "Personal", estos únicamente con fin promocional del álbum.
Su tercer álbum de estudio "Sweet Talker" fue lanzado el 13 de octubre de 2014 en el Reino Unido, donde alcanzó el puesto número 5. "Bang Bang" grabado con Ariana Grande y Nicki Minaj sirve como el primer sencillo del álbum. La canción alcanzó el número uno en la lista de singles del Reino Unido, convirtiéndose en su tercer sencillo número uno y séptimo entre los cinco primeros en el Reino Unido. "Bang Bang" debutó en el Billboard Hot 100 de EE. UU. En el número 6, lo que la convierte en la segunda entrada más alta de 2014 en la lista. La canción se convirtió en el segundo sencillo top 10 de Jessie J en los EE. UU., Después de su sencillo anterior "Domino", y finalmente alcanzó el número 3. En 2015, se convirtió en juez y mentora de The Voice Australia reemplazando a Will.i.am.

### 2017-2019:R.O.S.E.&This Christmas Day
El 11 de agosto de 2017, Jessie J lanzó un nuevo sencillo, "Real Deal", para la campaña publicitaria de M&M's El 12 de septiembre, anunció su cuarto álbum R.O.S.E. y el sencillo "Think About That" que representa la realización, que se lanzó el 15 de septiembre de 2017 como el sencillo principal del álbum."Not My Ex", fue lanzado como su segundo sencillo el 6 de octubre de 2017 y representa la obsesión y el tercer sencillo "Queen" fue lanzado el 17 de noviembre de 2017, que representa el empoderamiento. En octubre de 2017, Jessie J comenzó su R.O.S.E Tour por Europa y Estados Unidos para promocionar el álbum.
En mayo de 2018, su cuarto álbum de estudio, "R.O.S.E.", fue lanzado. El álbum fue lanzado como cuatro EP titulados "Realisations", "Obsessions", "Sex", & "Empowerment", creando un acrónimo de "R.O.S.E." El álbum se alejó del sonido pop que se escuchaba en gran parte de su música pasada y adoptó un estilo R&B. En septiembre de 2018, Jessie J anunció su primer álbum navideño titulado "This Christmas Day", que se lanzó el 26 de octubre de 2018. En diciembre de 2018, Jessie J confirmó que aparecería como entrenadora en The Voice Kids UK junto a Pixie Lott, Danny Jones y Will.i.am para su tercera temporada. En abril de 2019, Jessie comenzó a realizar giras por festivales en Europa y Asia. Anunció a través de Instagram que la gira se llama "The Lasty Tour", en honor a su amigo cercano y guardaespaldas Dave Last "Lasty", quien murió en diciembre de 2018.

### 2021-actualidad:Sexto álbum de estudio
En junio de 2021, Jessie J, regresó tras dos años de parón musical, con un nuevo sencillo, titulado: "I Want Love". En abril de 2022, mencionó que había decido desechar y recomenzar el álbum en el que estaba trabajando, además de mencionar que necesitaba cambiar de mánager y equipo de trabajo.

## Vida personal
Mantuvo una relación con el actor Channing Tatum desde octubre del 2018 hasta abril de 2020.

### Familia
En enero de 2023 anunció su embarazo. En mayo de 2023 anunció el nacimiento de su hijo con su novio Chanan Safir Colman.

### Salud
A principios de 2011, sufrió un ataque de pánico en el escenario tras verse obligada a actuar a oscuras. "Hace poco di un concierto y sufrí un ataque de pánico en el escenario", comentó. "La noche se llamaba 'Black Out' y tuve que actuar a oscuras. Les pedí que encendieran las luces y no lo hicieron. Estaba en el escenario completamente a oscuras y, como no podía ver nada, empecé a entrar en pánico. Fue horrible".
Jessie J es vegana y abstemia.
En una publicación de Instagram en Nochebuena de 2020, reveló que le habían diagnosticado la enfermedad de Ménière. En la publicación, escribió que la afección la hacía sentir como si "alguien se hubiera metido en su oído y hubiera encendido un secador de pelo". Este trastorno afecta el oído interno y puede provocar mareos intensos, zumbidos en el oído y pérdida de audición.
En noviembre de 2021, anunció que había sufrido un aborto espontáneo.  En julio de 2024, reveló que le habían diagnosticado trastorno obsesivo-compulsivo (TOC) y trastorno por déficit de atención e hiperactividad (TDAH).
En junio de 2025, anunció que le habían diagnosticado cáncer de mama en etapa temprana. Declaró que se sometería a una cirugía después de una actuación programada y se tomaría un breve descanso para centrarse en su recuperación.

## Discografía
Álbumes de estudios
- 2011: Who You Are
- 2013: Alive
- 2014: Sweet Talker
- 2018: R.O.S.E.
- 2018: This Christmas Day

## Filmografía
| Televisión y cine | Televisión y cine      | Televisión y cine  | Televisión y cine                                                         |
| Año               | Título                 | Rol                | Notas                                                                     |
| ----------------- | ---------------------- | ------------------ | ------------------------------------------------------------------------- |
| 2011              | Saturday Night Live    | Artista invitada   | Apareció para interpretar «Price Tag» junto a B.o.B y «Mamma Knows Best». |
| 2011              | Alan Carr: Chatty Man  | Artista invitada   | Apareció para interpretar «Who's Laughing Now» y dar una entrevista.      |
| 2012              | The Jonathan Ross Show | Artista invitada   | Apareció para interpretar «Domino» y dar una entrevista.                  |
| 2012              | The Voice UK           | Juez y entrenadora | Apareció en la primera y segunda temporada del programa.                  |
| 2012              | Katy Perry: Part Of Me | Ella misma         | Hizo una corta aparición en la película.                                  |

## Giras
- Stand Up Tour (2011).
- Heartbeat Tour (2011 — 2012).
- Alive Tour (2013).
- Sweet Talker Tour (2014-2015).
- R.O.S.E Tour (2018)